# Magyar hősök emlékünnepe
A magyar hősök emlékünnepét május utolsó vasárnapján tartják azokra a magyar katonákra és civilekre emlékezve, akik az életüket áldozták Magyarországért.
Az ünnepen általában katonai tiszteletadással egybekötött koszorúzási megemlékezést tartanak a rákoskeresztúri Új köztemetőben a magyar katonahősök emlékművénél, valamint a Hősök terén, a hősök emlékkövénél.

## Története
Az elesett magyar hősök emlékezetét először az első világháború idején, 1917-ben iktatták törvénybe, Abele Ferenc vezérkari őrnagy kezdeményezésére. Abban az időben állt fel a Hősök Emlékét Megörökítő Országos Bizottság, melynek feladata a települések emlékmű-állítási programjának lebonyolítása volt. Az egyik legismertebb alkotás az összes elesett első világháborús katonára emlékeztető hősök emlékköve, melyet 1929-ben avattak fel a budapesti Hősök terén a Millenniumi emlékmű előtt.

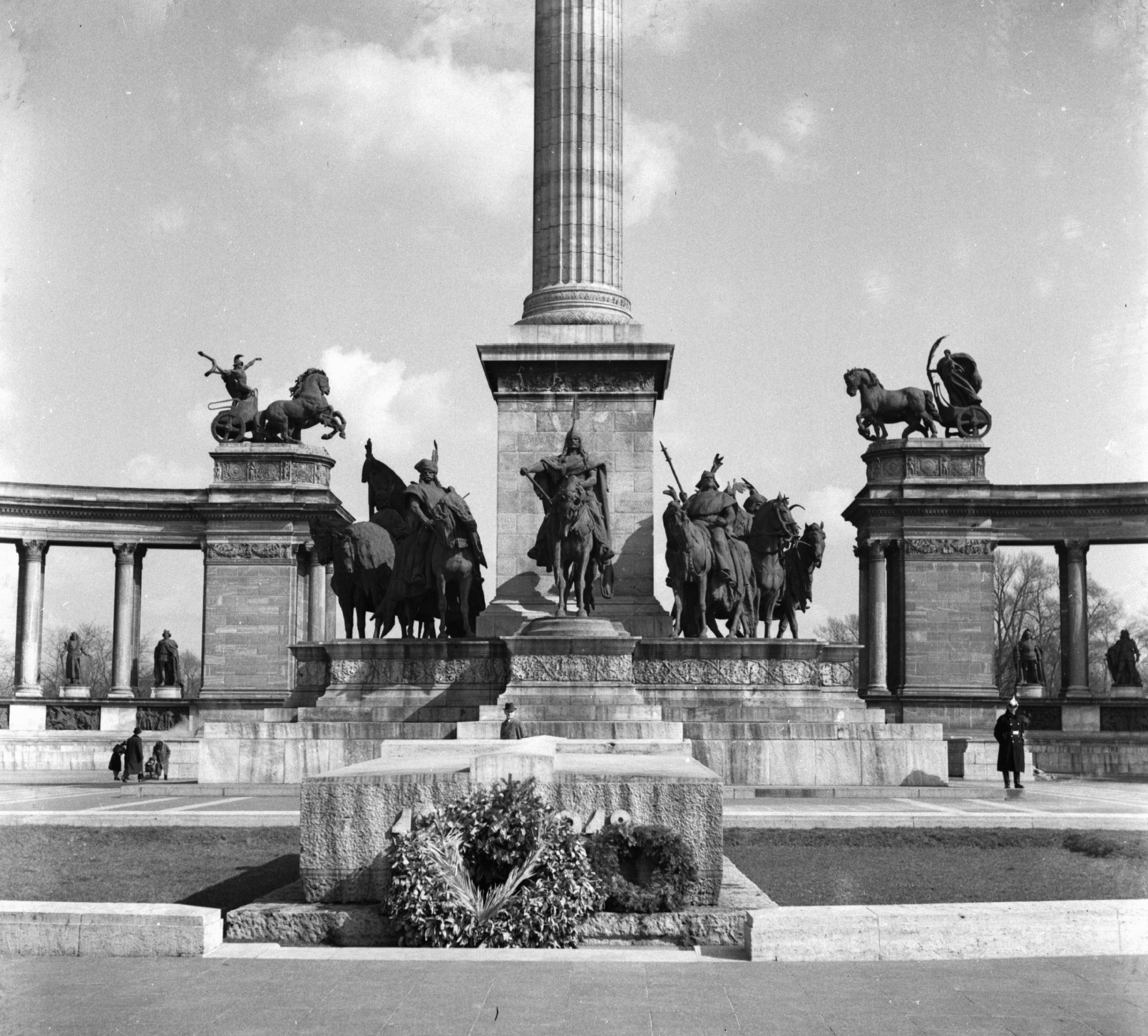
A magyar hősök emlékköve 1940-ben

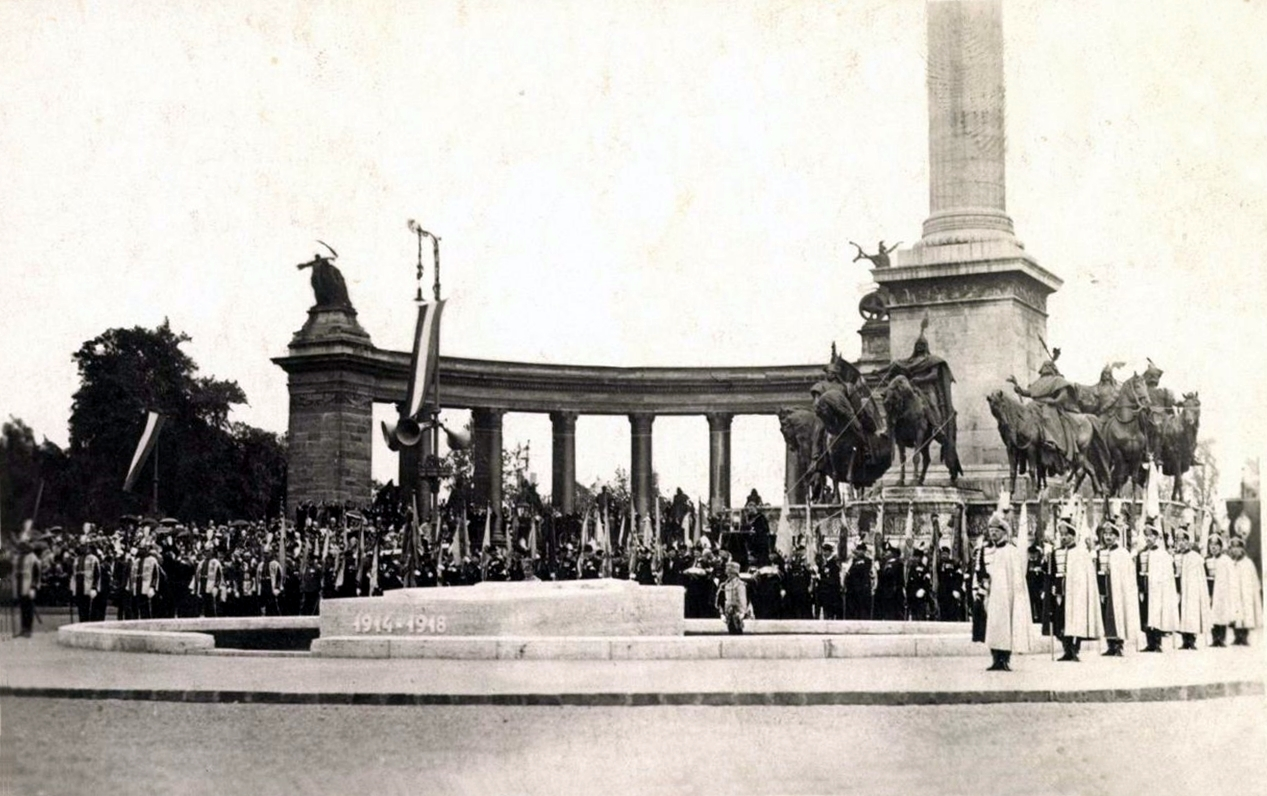
A hősök emlékkövének avatása 1929. május 26-án

A Hősök emlékünnepét az 1924. évi XIV. törvénycikk rögzítette, mely kimondta, hogy „minden esztendő május hónapjának utolsó vasárnapját […] a magyar nemzet mindenkor a hősi halottak emlékének szenteli”. Ennek ellenére az ünnepet 1945-től, a kommunista időszakban nem tartották meg, és 1951-ben az emlékkövet is eltávolították a térről. A helyén 1956. április 4-én avatták fel a ma is látható emlékkövet.
A rendszerváltás után újra lehetett ünnepelni az elesett magyar katonákat, majd a 2001-ben elfogadott LXIII. törvény a korábbi ünnep körét hivatalosan is kibővítette mindenkire, „akik a vérüket ontották, életüket kockáztatták vagy áldozták Magyarországért.”